# 中村隆太郎
中村隆太郎（日语：／ Nakamura Ryūtarō，1955年4月15日—2013年6月29日），日本男性動畫師、動畫演出家、動畫導演。出身於千葉縣。

## 經歷
1977年，中村隆太郎作為動畫師加入MADHOUSE。負責《咪咪流浪記》、《金銀島》、《明日之丈2》、《SPACE COBRA》等電視系列，以及電影《劇場版 網球甜心》和《神奇獨角馬》等電影的作畫工作。甚至畫了漫畫並在公司的會報上發表。
1980年將活動轉移到阿納普魯工作室後，他於1986年成為自由工作者並開始執導。
其第一部執導作品是《拯救地球吧！夥伴們 奇比貓湯姆的大冒險》。他花了5年時間和6萬張圖來創作，包括構圖、分鏡、劇本，但在1992年完成後，並沒有在劇院公開上映，在這20多年來已經成為不僅動畫迷，甚至業內人士都很少有機會體驗的「幻」之作品。
由於《奇比貓湯姆的大冒險》尚未上映，他於1994年憑藉根據宮澤賢治童話故事改編的電影《卜多力的一生》首次擔任導演。
1998年，與編劇小中千昭、插畫家安倍吉俊合作執導電視動畫《玲音》。這部基於網際網路的作品，在日本國內外擁有強大的粉絲基礎，因為包括中村本人在內的工作人員都精通電腦，描繪細緻而迷人。當初，還有其他導演的可能性，但當第1話的分鏡出現時，正在編寫劇本的小中和製作人上田耕行對結果感到驚訝，就決定由中村擔任。
2003年，執導電視動畫《奇諾之旅》。2007年的第二部電影中，他再次與小中合作。
2009年起，由《玲音》的三人組中村、小中、安倍創作的圖像小說《Despera》在動畫雜誌《Animage》上連載。原本也有製作由中村擔任導演的動畫化企劃，但由於他的健康狀況不佳，該企劃於2010年被擱置，而在2011年出版的書版中，透露不再有任何討論並將其製作成動畫。
2013年6月29日因胰腺癌去世。享年58歲。

## 風格
他是一個會畫畫的導演，但他從來沒有在製作現場畫過自己。「動畫師」和「導演／演出」的工作劃分得很清楚，作畫工作留給了專業的部門，本身自己也沒有搞定。這就是為什麼他對自己的工作人員很挑剔，即使工作發生了變化或工作室發生了變化，他也一直如此，他總是給本身喜歡的動畫師（岡真里子和岸田隆宏）打求愛電話。無論做什麼樣的作品，其對待作品的方式都是一樣的，但是無論是拍攝還是剪輯，本身風格都是花時間與工作人員進行「會議」。說到劇本，他不是那種會提出很多要求的人。在指導方面，他做了一般動畫不可能做到的事。他是一位支持和鼓勵員工所擁有的導演，無論在哪個部門工作，他都能透過加入自己不同於平常工作的喜好來充分利用。對影像處理非常挑剔。在《卜多力的一生》和《攻殼機動隊 STAND ALONE COMPLEX》第5話裡，本身談到了正常畫面和監視器拍攝的畫面的區別以及如何處理，在《玲音》則專注於陰影的處理，它描繪出因改變視角而帶來的不諧調以及「平凡中的非凡」。至於音效，如果他覺得沒有必要，就不用加上聲音，相反地，即使在什麼都沒有的空檔，他也可以加入從《玲音》到《神靈狩/GHOST HOUND》的「©中村隆太郎」等各種聲音。在《奇諾之旅》出現在該作品裡的漢密斯摩托車的引擎聲音是為了配合模型而製作的。音響監督鶴岡陽太表示「我認為沒有人對聲音那麼敏感」。
他作為作家的主場是青年文學，從中脫穎而出的是他與小中千昭等人創作的一系列作品，其中《神靈狩/GHOST HOUND》被小中指定為「中村隆太郎的主場」作品。給人的印像是他使用了最激進的視覺表達，但他的核心是想表達人類悲傷和難過的「心」，他是那種從劇本中讀出並輸出最佳表達形式的導演。
他最初被認為是一位熟練的動畫師，在MADHOUSE時代就接近「杉野昭夫的得力助手」。導演出崎統高度評價他為「第二個杉野」，並對其虎視眈眈。然而，在某個時候，他決定自己是一名演出家而不是動畫師，他自己從未說過這樣的話，但當別人對他這麼說時，他感到不高興。

## 執導作品

### 電視動畫
- 玲音（1998年） 導演、分鏡、演出
- COLORFUL（日语：COLORFUL (漫画)）（1999年） 導演、分鏡、演出
- 櫻花大戰TV（2000年）[9] 導演、分鏡、演出
- 奇諾之旅（2003年） 導演、分鏡、演出
- REC（2006年） 導演、分鏡、演出
- 神靈狩/GHOST HOUND（2007年） 導演、分鏡、演出
- Despera（日语：ですぺら）（製作中止）[注 3]

### 電影
- 拯救地球吧！夥伴們 奇比貓湯姆的大冒險（日语：ちびねこトムの大冒険#地球を救え!なかまたち ちびねこトムの大冒険）（劇院未公映）[注 4]
- 卜多力的一生（日语：グスコーブドリの伝記#1994年映画）（1994年）
- 雙子之星（來自，1995年）[注 5]
- 起程的冒險者們 水晶國傳說（日语：クリスタニア#はじまりの冒険者たち レジェンド・オブ・クリスタニア（映画））（1995年）
- 劇場版 奇諾之旅：疾病之國 -For You-（2007年）
- 十五少年漂流記 海賊島DE！大冒險（2013年）[注 6]

### OVA
- Hello Kitty的輝夜姬（1993年）
- 哈啦狗寶貝 你的回憶（日语：ユンカース・カム・ヒア#OVA）（1994年）[注 7]

#### 遊戲（動畫章節）
- 波波羅古洛伊斯物語（1996年）
- NOëL3（日语：NOeL）（1998年）
- 龍戰士IV 不死的龍族（日语：ブレス オブ ファイアIV うつろわざるもの）（2000年）

## 作品列表

### 電影動畫
- 咪咪流浪記（1977年，原畫、動畫）
- 金銀島（1978年，原畫）
- 凡爾賽玫瑰（1979年，原畫）
- 動畫紀行 馬可·波羅的冒險（日语：アニメーション紀行 マルコ・ポーロの冒険）（1979年，作畫）
- 明日之丈2（1980年，原畫）
- SPACE COBRA（1982年，原畫）
- 高校！奇面組（日语：ハイスクール!奇面組）（1985年，分鏡）
- 甜蜜公主（1986年，分鏡、演出）
- Wonder Beat Scramble（日语：ワンダービートS）（1986年，分鏡、演出）
- 羅賓漢大冒險（1990年，分鏡）
- 機甲警察金屬傑克（1991年，分鏡）
- 魯邦三世：拿破崙辭典爭奪戰（日语：ルパン三世 ナポレオンの辞書を奪え）（1991年，分鏡）
- Reporter Blues（英语：en）（1991年，分鏡、演出）
- 宇宙騎士騎格武士利刃（1992年，分鏡）
- 白雪公主的傳說（日语：白雪姫の伝説）（1994年，分鏡）
- 足球小將翼J（1994年，分鏡）
- 魔法使俱樂部（1999年，分鏡、演出）
- 怪獸農場 ～圓盤石的秘密～（日语：モンスターファーム (アニメ)#第1期（円盤石の秘密））（1999年，分鏡）
- 最終幻想：無限（2001年，分鏡、演出）
- 七小花（2002年，分鏡、演出）
- 攻殼機動隊 STAND ALONE COMPLEX（2002年，分鏡、演出）
- 小魔女DoReMi 秘密篇（2004年，監修）

- 劇場版 網球甜心（1979年，原畫）
- 第11人（日语：11人いる!#アニメ映画）（1986年，分鏡）

### OVA
- 機動警察（1988年，演出）
- 網球甜心2（1988年，分鏡）
- （1989年，人物設定、分鏡）
- 天空戰記 創世前的暗鬥（1991年，分鏡）

## 書籍
- 劇場動畫 水晶國傳說（日语：クリスタニア#はじまりの冒険者たち レジェンド・オブ・クリスタニア（映画）） 分鏡（TRIANGLE STAFF）

## 腳註